# Echo der Heimat (Kabarett)
Echo der Heimat ist ein Kabarettensemble aus Österreich, das sich zahlreicher Stilmittel und vieler Instrumente bedient.
Das internationale Ensemble wurde im Dezember 2003 gegründet und umfasst die Pantomimin und Schauspielerin Tücsi Abraham, die Mimin und Musikerin Christina Förster, den Autor und Musiker Gerald Jatzek, den Autor und Kabarettisten Christoph Krall sowie den Schauspieler Christian Orou. Hintergrund war der gemeinsame Verdruss an der harmlos-seichten Comedywelle, die aus den TV-Stationen auf die Kleinbühnen schwappt. Ziel des Echos ist es, „die österreichische Geräuschelandschaft zwischen Schruns und Oberpullendorf getreulich wiederzugeben“. (Programmheft Fahren Sie nach Oberzeiring)

## Programme
- 2004: 6 aktuelle Programme
- 2005: Fahren Sie nach Oberzeiring - Politisches Kabarett aus dem Alpenland
- 2005: Das Evangelium nach Sedlacek
- 2006: Besuch
- 2006: Das Evangelium nach Sedlacek (Neufassung)
- 2007: Umgefallen
- 2008–2010:  Das Evangelium nach Sedlacek (Extended Version mit Filmbeiträgen)